# Aeropuerto de Colonia Angamos
El aeropuerto de Colonia Angamos (OACI: SPDN) es un aeródromo peruano que sirve a la localidad de Colonia Angamos, en el distrito de Yaquerana, dentro de la provincia de Requena, en el oeste del departamento de Loreto.

## Historia
El aeropuerto es el único acceso que conecta a la aislada Colonia Angamos con la metrópoli regional de Iquitos de forma directa, aunque su relevancia no se ve traducido en su mantenimiento, siendo muy deficiente su escasa infraestructura. El 24 de septiembre de 2021 el entonces Ministro de Transportes y Comunicaciones del Perú Juan Silva Villegas, dijo que el aeródromo de Colonia Angamos sería refaccionado y mejorado.
En 2015, el Ministerio de Transportes y Comunicaciones del Perú (MTC) informó que comenzaría a subsidiar los vuelos entre Colonia Angamos e Iquitos para el beneficio de la población fronteriza con Brasil. El 16 de julio de 2021 el MTC hizo un informe sobre la población beneficiada que se había movilizado mediante el programa de los vuelos subsidiados entre 2017 y 2021.